# 武尽法
武尽法（1929年1月—2023年2月1日），河南西平人，中国人民解放军正军职离休干部、原总参谋部情报部政委。

## 生平
武尽法1945年6月参加革命工作并入伍，1947年9月加入中国共产党。历任战士、谍报员、副经理、副处长，总参谋部情报部局长、副部长、部长等职。
2023年2月1日，武尽法因病于北京逝世，享年94岁。讣告刊登在5月9日的《解放军报》。